# Distrito de Jekabpils
El distrito de Jēkabpils (en letón: Jēkabpils rajons) era uno de los 26 distritos de Letonia, situado en la región histórica de Latgalia, en el este del país. Estaba organizado en tres ciudades y 21 parroquias, cada una con una autoridad gubernamental local.
Quedaba sobre ambas orillas del río Daugava. En el sur limita con Lituania y la longitud de la frontera es de 44 kilómetros. Limitaba con los distritos de Madona al norte, Aizkraukle al oeste, Preiļi y Daugavpils al este.
La superficie total del distrito era de 2.998  km ² y contaba con una población de 53.473 habitantes, que es la quinta mayor región de Letonia en cuanto a superficie y población.
El 4 de enero de 2000 la tasa de desempleo era de 10,6% de la población económicamente activa, según los datos de la Oficina estatal de Empleo. El distrito de Jekabpils estaba dividido en dos partes por el río Daugava, el mayor de Letonia. 
La ciudad principal del distrito era Jēkabpils; es su centro administrativo con 28.540 habitantes (en 1999). Es la 8.ª ciudad de Letonia. 

## Ciudades y parroquias en el distrito de Jēkabpils
| - Aknīste ciudad - Asare parroquia - Atašiene parroquia - Ābeļi parroquia - Dignāja parroquia - Dunava parroquia - Elkšņi parroquia - Gārsene parroquia | - Jēkabpils ciudad - Jēkabpils parroquia - Kalna parroquia - Krustpils parroquia - Kūku parroquia - Leimaņi parroquia - Mežāre parroquia - Rite parroquia | - Rubene parroquia - Sala parroquia - Sauka parroquia - Sēlpils parroquia - Varieši parroquia - Viesīte ciudad - Vīpe parroquia - Zasa parroquia |